# Nei Pori
Nei Pori (görög írással Νέοι Πόροι) falu Görögországban, Piería prefektúra déli részén található, Platamonasz üdülőváros mellett, az Égei-tenger partján. A falu az 1970-es években épült kifejezetten üdülőtelepnek és mindössze 2 nagyobb utcából áll. Nevét a Pori (Pourlia) városáról kapta. A „Nei” (νεοι) újat jelent.

## Külső hivatkozások
- Nei Pori részletes ismertető